# ایلده
ایلده (به هلندی: Eelde) یک منطقهٔ مسکونی در هلند است که در تینارلو واقع شده‌است. ایلده ۷٬۰۰۰ نفر جمعیت دارد.